# Bajandaj
Bajandaj (ros. Баяндай) – wieś (sieło) w Rosji, w obwodzie irkuckim, w Ust-Ordyńsko-Buriackim Okręgu Autonomicznym, ośrodek administracyjny rejonu bajandajewskiego. W 2021 liczyła 2897 mieszkańców.